# Université de Dubuque
L'université de Dubuque (en anglais : University of Dubuque) est une université américaine située à Dubuque dans l'Iowa.

## Source
- (en) Cet article est partiellement ou en totalité issu de l’article de Wikipédia en anglais intitulé « University of Dubuque » (voir la liste des auteurs).